# Seznam belgijskih atletov
Seznam belgijskih atletov.

## A
- Arnaud Art

## B
- Dylan Borlée
- Jonathan Borlée
- Kevin Borlée

## D
- Ivo Van Damme

## G
- Bernard Geuens
- Kim Gevaert

## H
- Tia Hellebaut

## L
- Karel Lismont

## N
- Jonathan Nsenga

## P
- Thomas van der Plaetsen
- Emiel Puttemans

## R
- Gaston Roelants

## S
- Patrick Stevens